# Dejan Hristov
Dejan Borisov Hristov (in bulgaro Деян Борисов Христов?; Pavlikeni, 28 febbraio 1983) è un calciatore bulgaro, attaccante del Vitoša Bistrica.

## Carriera

### Club
Ha giocato nella massima serie dei campionati bulgaro e kazako.